# Liste der Naturdenkmale in Reichartshausen
| Naturdenkmale | Anzahl |
| ------------- | ------ |
| FND           | 0      |
| END           | 1      |
| Gesamt        | 1      |

Die Liste der Naturdenkmale in Reichartshausen nennt die verordneten Naturdenkmale (ND) der im baden-württembergischen Rhein-Neckar-Kreis liegenden Gemeinde Reichartshausen. In Reichartshausen gibt es insgesamt ein als Naturdenkmal geschütztes Objekt, es gibt kein flächenhaftes Naturdenkmal (FND), es handelt sich um ein Einzelgebilde-Naturdenkmal (END).
Stand: 1. November 2016.

## Einzelgebilde (END)
| Name                     | Bild | Kennung     | Einzelheiten    | Position | Fläche Hektar | Datum         |
| ------------------------ | ---- | ----------- | --------------- | -------- | ------------- | ------------- |
| Karl-Ludwig-Eiche        | BW   | 82260660001 | Reichartshausen | ⊙        | 0,0           | 26. Feb. 2004 |
| Legende für Naturdenkmal |      |             |                 |          |               |               |